# The Greenhornes

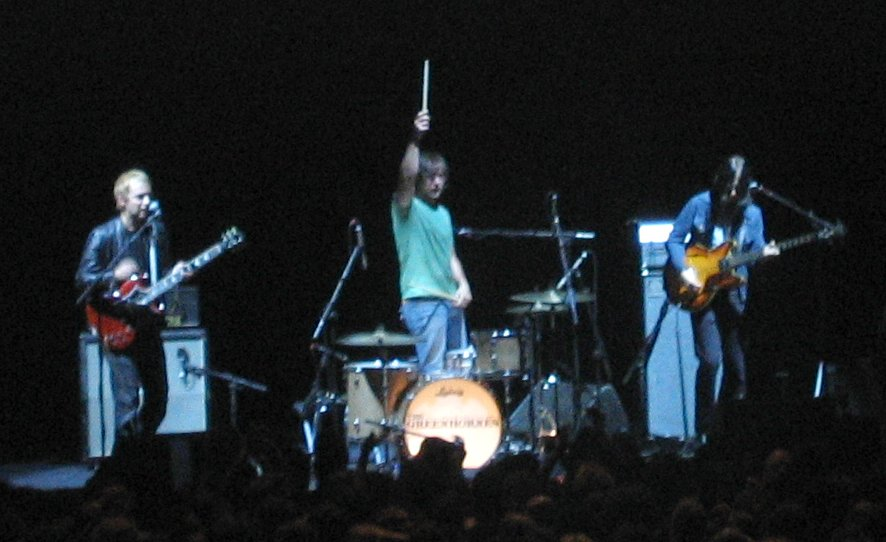
The Greenhornes in 2005

The Greenhornes is een rockband uit Cincinnati, Ohio
Hun muziek is zeer kenmerkend en doet sterk denken aan de Engelse rockmuziek van de jaren zestig, zoals The Kinks en The Yardbirds. Ze spelen indie en psychedelische rock.
- De bassist Jack Lawrence en de drummer Patrick Keeler zijn een deel van de band The Raconteurs, samen met Brendan Benson en Jack White.

## Bandleden
- Craig Fox :zang, gitaar
- Patrick Keeler : drums
- Jack Lawrence : basgitaar, zang

## Discografie
- Gun For You -1999
- Greenhornes - 2001
- Dual Mono -2002
- Sewed Soles - 2005